# 간쑤뒤쥐
간쑤뒤쥐(Sorex cansulus)는 땃쥐과에 속하는 포유류의 일종이다. 중국의 간쑤 지역에서만 발견된다. 서식지 감소와 제한된 분포때문에 멸종위급종으로 분류하고 있다.